# Strix
Strix – rodzaj ptaków z podrodziny puszczyków (Striginae) w obrębie rodziny puszczykowatych (Strigidae).

## Zasięg występowania
Rodzaj obejmuje gatunki występujące w Eurazji i Ameryce.

## Morfologia
Długość ciała 29–69 cm, rozpiętość skrzydeł 80–111 cm; masa ciała 140–1700 g.

## Systematyka

### Etymologia
- Strix: łac. strix, strigis „sowa, sycząca sowa, która jak wierzono wysysa krew niemowląt”, od gr. στριξ strix, στριγος strigos „sowa”[16].
- Syrnium: gr. συρνιον surnion „najprawdopodobniej sowa”[17]. Gatunek typowy: Syrnium ululans J.C. Savigny, 1809 (= Strix aluco Linnaeus, 1758).
- Ulula: łac. ulula i uluccus „sycząca sowa”, od ululare „wyć”[18]. Gatunek typowy: Strix nebulosa J.R. Forster, 1772.
- Aluco: epitet gatunkowy Strix aluco Linnaeus, 1758; wł. nazwa Alocho i Allocco dla puszczyka, od łac. uluccus „sycząca sowa”, od zdrobnienia ulula „sycząca sowa”[19]. Gatunek typowy: Strix aluco Linnaeus, 1758.
- Ciccaba: gr. κικκαβη kikkabē „skrzecząca sowa”[20]. Gatunek typowy: Strix huhula Daudin, 1800.
- Bulaca: nep. nazwa Būlākā dla puszczyka górskiego[21]. Gatunek typowy: Ulula newarensis Hodgson, 1836[b].
- Scotiaptex: gr. σκοτια skotia „ciemność, mrok”, od σκοτος skotos „ciemność”; πτηξις ptēxis, πτηξεως ptēxeōs „terror”[22]. Gatunek typowy: Strix cinerea Linnaeus, 1758 (= Strix nebulosa J.R. Forster, 1772).
- Meseidus: gr. μεσος mesos „środkowy, pośredni”; ειδος eidos „typ, gatunek”[23]. Gatunek typowy: Ulula newarensis Hodgson, 1836[b].
- Ptynx: gr. πτυγξ ptunx, πτυγγος ptungos „nieznany ptak”, być może puchacz[24]. Gatunek typowy: Strix uralensis Pallas, 1771.
- Myrtha: epitet gatunkowy Ciccaba myrtha Bonaparte, 1850[b]; w słowiańskich mitach Mirta (ang. Myrtha) była królową willid, duchów porzuconych dziewcząt trawionych przez zemstę i nienawiść, które powstały z grobu i skazywały wędrowców na śmierć, tańcząc z nimi. Mirta jest postacią z baletu „Giselle”, wystawionego po raz pierwszy w 1841 roku[25]. Gatunek typowy: Strix leptogrammica Temminck, 1832.
- Nyctimene: w mitologii greckiej Nyktimene (gr. Νυκτιμενη Nuktimenē), córka i nieświadoma kochanka króla Epopeusa z Lesbos, która ze wstydu i rozpaczy uciekła do lasu i została zmieniona przez Atenę w sowę. W innej wersji mitu celowo wkradła się do łóżka swojego ojca i zmieniła się w sowę, kiedy jej ojciec odkrył kazirodztwo i miał zamiar pchnąć ją nożem, od gr. νυκτι- nukti- „nocny”, od νυξ nux, νυκτος nuktos „noc”; μενω menō „pozostać” (por. μηνη mēnē „księżyc”)[26].
- Tacitathena: łac. tacitus „cisza”, od tacere „być cicho”; rodzaj Athene Boie, 1822 (pójdźka)[27]. Gatunek typowy: Strix hylophila Temminck, 1808.

### Podział systematyczny
Do rodzaju należą następujące gatunki:

- Strix seloputo Horsfield, 1821 – puszczyk płowolicy
- Strix ocellata (Lesson, 1839) – puszczyk falisty
- Strix indranee Sykes, 1832 – puszczyk hinduski
- Strix leptogrammica Temminck, 1832 – puszczyk brunatny
- Strix aluco Linnaeus, 1758 – puszczyk zwyczajny
- Strix nivicolum (Blyth, 1845) – puszczyk leśny
- Strix butleri (Hume, 1878) – puszczyk arabski
- Strix hadorami Kirwan, Schweizer & Copete, 2015 – puszczyk pustynny
- Strix occidentalis (Xántus de Vesey, 1860) – puszczyk plamisty
- Strix varia Barton, 1799 – puszczyk kreskowany
- Strix sartorii (Ridgway, 1874) – puszczyk wielkoplamy
- Strix fulvescens (P.L. Sclater & Salvin, 1868) – puszczyk płowy
- Strix hylophila Temminck, 1825 – puszczyk brazylijski
- Strix chacoensis Cherrie & Reichenberger, 1921 – puszczyk jarzębaty
- Strix rufipes P.P. King, 1827 – puszczyk patagoński
- Strix virgata (Cassin, 1849) – puszczyk pstry
- Strix nigrolineata (P.L. Sclater, 1859) – puszczyk czarnolicy
- Strix huhula Daudin, 1800 – puszczyk zebrowany
- Strix albitarsis (Bonaparte, 1850) – puszczyk tygrysi
- Strix uralensis Pallas, 1771 – puszczyk uralski
- Strix nebulosa J.R. Forster, 1772 – puszczyk mszarny
- Strix woodfordii (A. Smith, 1834) – puszczyk pręgowany